# اوکستد
اوکستد (به انگلیسی: Oxted) یک شهرک و محله مدنی در بریتانیا است که در Tandridge واقع شده‌است. اوکستد ۱۵٫۱۵ کیلومتر مربع مساحت و ۱۱٬۳۱۴ نفر جمعیت دارد.